# Mümmelmannsberg (metropolitana di Amburgo)
Mümmelmannsberg è una stazione della metropolitana di Amburgo, sulla linea U2, capolinea sud-est.
Si tratta di una stazione sotterranea, situata nel quartiere di Hamburg-Mitte ed è stata inaugurata il 29 settembre 1990.